# Les Grands Enfants (téléfilm)
Cet article concerne le téléfilm. Pour l'émission de télévision, voir Les Grands Enfants (émission).
Pour plus de détails, voir Fiche technique et Distribution.
Les Grands Enfants est un téléfilm français de Denys Granier-Deferre diffusé en 1998.

## Synopsis
une Animatrice de radio vivante avec son epoux et ses 2 enfants.

## Fiche technique
- Titre : Les Grands Enfants
- Scénario : Joëlle Goron et Alain Krief
- Réalisateur : Denys Granier-Deferre
- Producteurs : Alain Clert, Charline de Lépine
- Musique du film : Jean-Yves d'Angelo
- Directeur de la photographie : Hugues de Haeck
- Pays d'origine : France
- Durée : 3h10
- Date de diffusion : 3 août 1998
- genre : Comédie dramatique

## Distribution
- Caroline Cellier : Catherine
- Christophe Malavoy : Julien
- Juliette Poissonnier : Sophie
- Pierre-Olivier Mornas : Sébastien
- Emmanuelle Devos : Constance
- Agathe de La Boulaye : Capucine
- Marie Daëms : Bérangère
- François Marthouret : Antoine Villandry
- Joëlle Goron : Mme le maire
- Sophie Artur : Viviane
- Rona Hartner : Natalie
- Philippe Magnan : Rémy
- Jean-Marc Roulot : Bertrand
- Jean-Marie Frin : Grosser
- Luc Lavandier : Norbert